# Pokožka (rostliny)

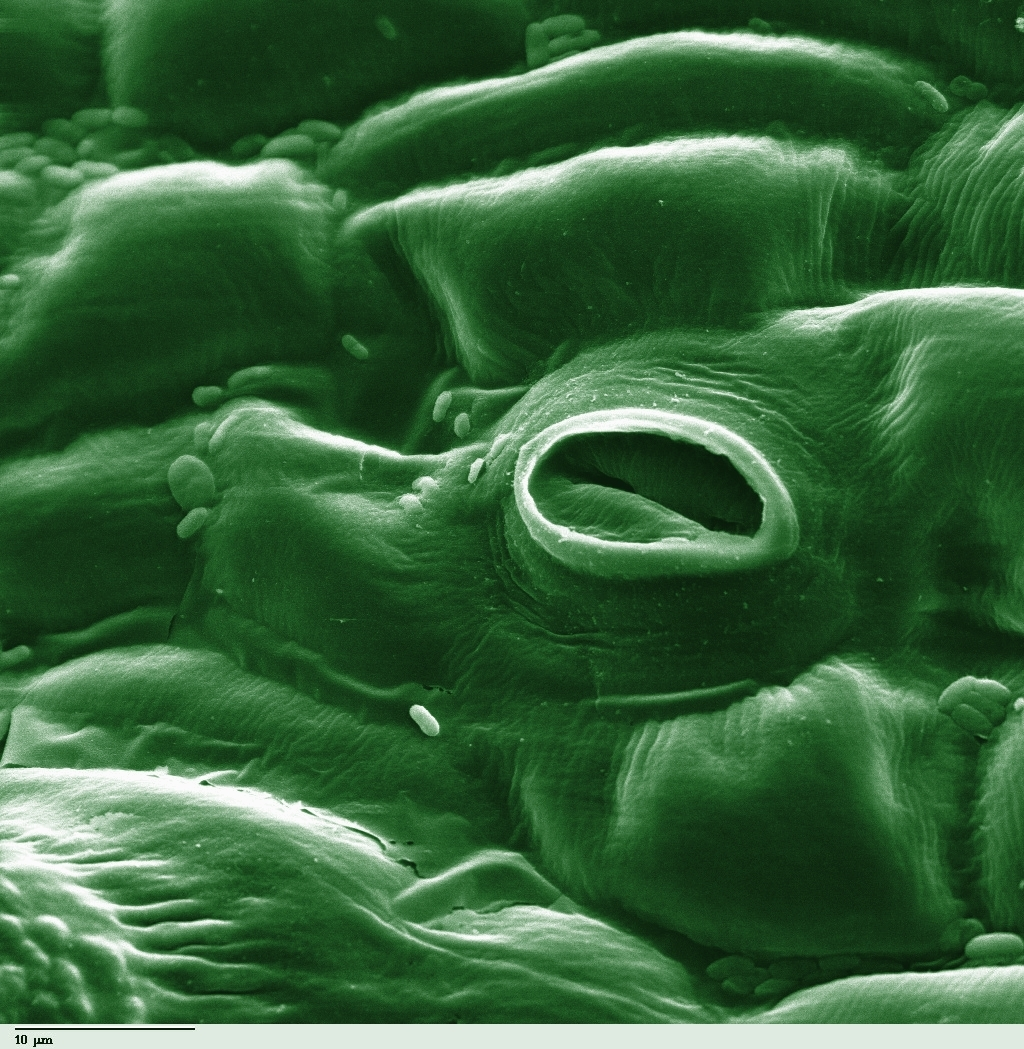
Pokožka s průduchem

Pokožka (epidermis) rostlin je jednovrstevné krycí pletivo, která zvnějšku chrání rostlinu, především listy, stonek a kořeny. Je také rozhraním mezi rostlinou a vnějším světem. U rostlin, které druhotně tloustnou, bývá pokožka nahrazována peridermem (činností felogénu).

## Funkce pokožky
Pokožka především chrání před nadměrnou ztrátou vody, reguluje výměnu plynů (kyslíku a oxidu uhličitého) a vylučuje některé metabolity na povrch rostliny. Na kořeni navíc pokožka absorbuje vodu a minerální látky.

## Anatomie
Epidermis je obvykle průsvitný, protože v pokožce nejsou většinou chloroplasty. Na vnější stranu vylučuje voskovitou kutikulu, která není prostupná pro vodu. Kutikula bývá nejtlustší u rostlin z suchých oblastí, kde je voda drahocenná.
Epidermální tkáň obsahuje několik různých typů buněk: pokožkové buňky, svěrací buňky průduchů, podpůrné buňky průduchů, ale také buňky chlupů (trichomů). Nejčastější jsou samozřejmě klasické pokožkové buňky, které jsou současně nejméně specializované a největší.
Na pokožce jsou velmi často trichomy neboli chlupy. Určitými specializovanými chlupy jsou i kořenové vlásky, které absorbují vodu a minerální látky.